# 福保 (乾隆进士)
福保（1739年—？），字嘉申，号景堂，陳氏，内务府汉军正白旗人（属内务府正白旗汉姓满洲旗人），籍辽阳。清朝官员，进士出身。

## 生平
乾隆壬午科（1762年），顺天乡试中第一百三十九名举人，丙戌科（1766年）会试三十三名，殿试二甲二十九名。
历任翰林院庶吉士、编修，福建道御史，兵科、吏科給事中，乾隆四十五年庚子科贵州乡试副考官，奉天府府尹兼署学政。诰奉资政大夫。
与正黄旗满洲、乾隆四十六年（1781年）辛丑科进士玉保（胞兄乾隆三十七年（1772年）壬辰科进士铁保）相唱和，并为其《蘿月軒存稿》作序（载玉保《蘿月軒存稿》，又有翁方纲序）。

## 家庭
- 高祖陳恭。“陳恭，正白旗包衣管领下人，世居松山地方，来归年份无考。其曾孙六十三现任员外郎”（载《八旗滿洲氏族通譜》卷76）。
- 曾祖二格；
- 祖元宝，从龙入关。祖母吴氏。
- 父六十三，内务府员外郎、黄新庄行宫等四处行宫总管。母徐氏。
- 胞兄福海，内务府管领。
- 妻陈氏，王氏。
- 子繼德，文生員，内务府武备院柏唐阿；
- 子繼志，嘉慶24年顺天乡试举人（时隶内务府正白旗汉军广礼管领下，载鄂恒《鄉試同年譜: (嘉慶24年[1819]己卯科)》），道光壬午进士，翰林院编修。妻杨氏（父正白旗汉军楊寶田，祖父楊興敏，曾祖楊盛芳，高祖楊文魁，太高祖河南巡抚杨宗义，太高祖伯湖廣總督楊宗仁 (清朝)）。
- 女陈氏，嫁嘉庆二十四年（1819年）己卯恩科三甲进士富陞额。[3]

## 著作
- 《景堂先生使东草》